# ドミニク・グレイフ
ドミニク・グレイフ（Dominik Greif、1997年4月6日 - ）は、スロバキア・ブラチスラヴァ出身のサッカー選手。RCDマヨルカ所属。ポジションはゴールキーパー。

## クラブ経歴
2016年5月13日、MFKゼムプリーン・ミハロフツェとの試合でŠKスロヴァン・ブラチスラヴァでのプロデビューを果たした。

## 代表経歴
2019年6月7日、ヨルダン代表との親善試合でスロバキア代表デビュー。